# 石梁摩崖题记
石梁摩崖题记是中华人民共和国浙江省台州市天台县石梁景区周围的岩壁上的摩崖石刻，位于天台县城东北17.5公里的山谷中，共三十余处。2005年公布为第五批浙江省文物保护单位。现存的尚有“盖竹洞天”、“飞梁悬瀑”、“大观”、“瞻风”、“寿布”、“神龙掉尾”、“星桥胜概”、“前度又来”、“万山关健”、相传米芾所题行书“第一奇观”、康有为楷书“石梁飞瀑”等。